# Greenscamming
Greenscamming oder Greenscam (von engl. green „grün“, „umweltbezogen“ und scam „Betrug“, „Masche“) bezeichnet eine PR-Technik, bei der umweltfreundlich klingende Namen und Bezeichnungen für Organisationen oder Produkte ausgewählt werden, die nicht umweltfreundlich sind. Sie ist verwandt mit dem Greenwashing und dem Greenspeak. Eine häufig angewandte Greenscamming-Methode besteht z. B. darin, dass sich Anti-Umwelt-Organisationen umweltfreundlich bzw. „grün“ klingende Namen geben, die ein Interesse am Umweltschutz suggerieren, um die Öffentlichkeit über ihre wahren Absichten und Motive zu täuschen. Dieses Vorgehen entspricht der aggressiven Mimikry in der Biologie.
Angewandt wird Greenscamming insbesondere von Industrieunternehmen und -verbänden, die mit Astroturfing-Organisationen versuchen, wissenschaftliche Erkenntnisse zu bestreiten, die sie als bedrohlich für ihr Geschäftsmodell ansehen. Ein Beispiel ist die auch durch eigens dafür gegründete Greenscamming-Organisationen vorangetriebene Klimawandelleugnung durch Unternehmen aus der Branche der fossilen Energie.

## Hintergrund
Ein Grund für die Auflegung von Greenscamming-Organisationen ist, dass es sehr schwer ist, offen auftretende Anti-Umweltschutz-Bewegungen oder -Initiativen der Öffentlichkeit als positiv zu vermitteln. So betont der Soziologe Charles Harper, dass es Marketingabteilungen sehr schwerfallen würde, eine Gruppierung mit dem hypothetischen Namen „Coalition to Trash the Environment for Profit“ (Koalition zur Zerstörung der Umwelt für Profit) zu vermarkten. Daher seien Anti-Umwelt-Initiativen oftmals gezwungen, ihren Frontorganisationen bewusst täuschende Bezeichnungen zu geben, wenn sie in der Öffentlichkeit Erfolg haben wollen. Dies sei umso wichtiger vor dem Hintergrund, dass Umfragen darauf hindeuten, dass der Schutz der Umwelt ein gesellschaftlicher Konsens ist. Zugleich bestehe aber die Gefahr, als Anti-Umwelt-Initiative enttarnt zu werden, was ein erhebliches Risiko berge, dass die Greenscamming-Aktivitäten „nach hinten losgehen“ und für die Initiatoren kontraproduktiv wirken.

## Organisationen und Wirken
Sehr aktiv sind Greenscamming-Organisationen unter anderem in der organisierten Klimaleugnerszene. Ein wichtiger Finanzier von Greenscamming-Organisationen war der Ölkonzern ExxonMobil, der über die Jahre mehr als 100 Klimaleugnerorganisationen finanziell unterstützte und etwa 20 Millionen US-Dollar für Greenscamming-Gruppen ausgab. Bei vielen dieser Organisationen machte der Geologe James Lawrence Powell als auffälligstes gemeinsames Merkmal ihre „bewundernswerten“ Benennungen aus, die sich größtenteils sehr rationalistisch anhörten. In diesem Zusammenhang verweist er auf eine von der Union of Concerned Scientists angefertigte Liste von Klimaleugnerorganisationen, die auch 43 vom Ölkonzern Exxon finanzierte Organisationen enthalte. Keine einzige dieser Organisationen trage dort einen Namen, aus dem man ihr Eintreten gegen Klimaschutz ableiten könne. Angeführt werde die Liste von der Organisation Africa Fighting Malaria, auf deren Website sich Artikel und Kommentare gegen anspruchsvolle Klimaschutzkonzepte aussprechen, obwohl die Malariagefahren durch die globale Erwärmung verschlimmert werden könnten.
Beispiele für Greenscamming-Organisationen sind die National Wetland Coalition, Friends of Eagle Mountain, The Sahara Club, The Alliance for Environment and Resources, The Abundant Wildlife Society of North America, die Global Climate Coalition, das National Wilderness Institute, die Environmental Policy Alliance des Center for Organizational Research and Education und das American Council on Science and Health. Hinter diesen vorgeblichen Umweltschutzorganisationen verbergen sich vor allem die Interessen von Wirtschaftsbranchen. Beispielsweise stehen hinter der National Wetland Coalition Erdöl-Bohrunternehmen und Immobilienentwickler, während sich hinter den Friends of Eagle Mountain ein Bergbauunternehmen verbarg, das Tagebaugruben in Mülldeponien umwandeln möchte. Hinter der Global Climate Coalition standen wiederum Wirtschaftsunternehmen, die gegen staatlich verordnete Klimaschutzmaßnahmen kämpften. Weitere Greenscam-Organisationen sind das US Council for Energy Awareness, hinter dem die Kernenergieindustrie steht, die Wilderness Impact Research Foundation, die Holzfäller- und Viehzüchter-Interessen vertritt, und die American Environmental Foundation, die eine Interessenvertretung von Grundstücksbesitzern ist.
Eine weitere Greenscam-Organisation sind die Northwesterners for More Fish, die 1998 über ein Budget von 2,6 Mio. Dollar verfügte. Diese Gruppe setzte sich gegen Schutzmaßnahmen für bedrohte Fische ein, die die Interessen von Energiekonzernen, Aluminiumunternehmen und der Holzwirtschaft in der Region einschränkten, und versuchte Umweltschützer zu diskreditieren, die sich für die Fischhabitate starkmachten. Auch das Center for the Study of Carbon Dioxide and Global Change, das National Environmental Policy Institute und das von der Kohleindustrie finanzierte Information Council on the Environment sind Greenscamming-Organisationen.
In Deutschland wird diese Form von Mimikry bzw. Täuschung z. B. vom so benannten „Europäischen Institut für Klima und Energie“ (EIKE) genutzt, das durch seinen Namen fälschlicherweise suggeriert, es sei eine bedeutende wissenschaftliche Forschungsinstitution. Tatsächlich ist EIKE jedoch überhaupt keine wissenschaftliche Einrichtung, sondern eine Lobbyorganisation, die weder ein Büro besitzt noch Klimawissenschaftler beschäftigt, stattdessen aber auf ihrer Website Fake News zu Klimafragen verbreitet.